# Lombok-oorlog 1894
De Lombok-oorlog van 1894 was een militair conflict tussen Bali en Lombok waarbij beide mogendheden een militair rekest indienden bij de regering van Nederlands-Indië, en waar het koloniale bestuur de kant van Bali verkoos. De oorlog staat in Nederland bekend als de Lombok-Expeditie en wordt onderverdeeld in de Eerste en Tweede Lombok-Expeditie. De strijd eindigde in een Nederlandse overwinning.  
Als onderdeel van de oorlog roofde de Nederlandse overheid van de radja van Lombok, zijn in de strijd omgekomen familieleden en volgelingen 230 kilo goudgeld, 7199 kilo zilveren munten en ruim duizend andere kostbaarheden. Deze buit staat bekend als de Lombokschat. Onderdeel daarvan was de Kakawin Nagarakretagama dat het verloren verhaal van het Majapahitrijk van Gajah Mada beschreef in het Oud-Javaans, een taal die vergeten was na de Islamitische verovering van het gebied dat Nusantara heette. 

## Voorgeschiedenis
De vorst van Lombok met een dozijn vrouwen, veel kinderen en verdere familieleden en hofhouding waren oorspronkelijk afkomstig van Bali. Ze bewoonden met andere Balinezen drie dicht bij elkaar gelegen steden: Ampenan (de haven), Mataram en Tjakranegara. Dit waren Hindoe-enclaves op een eiland waar ruim 90% van de bevolking bestond uit Sasak-moslims.
Op 7 juni 1843 had het Nederlands-Indische gouvernement een contract gesloten met de toenmalige vorst van het eiland. Hij erkende daarin formeel de hegemonie van Nederland over Lombok. Belangrijke punten waren verder dat Lombok geen overeenkomsten zou aangaan met andere mogendheden, en het Nederlands-Indisch gouvernement zou zich niet bemoeien met het interne bestuur van Lombok en zich niet op het eiland vestigen. Door de toegenomen handel en scheepvaart in de tweede helft van de 19e eeuw was Lombok echter steeds belangrijker geworden en werd het verdrag door de Nederlands-Indische regering geleidelijk als een blok aan het been gevoeld.   
Krachtens de verdragsbepalingen kon de regering echter weinig doen zonder duidelijke aanleiding. Deze aanleiding kwam in de jaren 1890 en had mede te maken met de situatie op het naastgelegen eiland Bali. Het "te hulp komen van de Sasak", verreweg de grootste bevolkingsgroep op Lombok, was een bruikbaar argument om op Lombok te kunnen ingrijpen. Deze groep had te lijden van de Balinese heersers.
De tweede helft van de 19e eeuw was in politiek opzicht een onrustige periode voor de zuidelijke helft van Bali. Diverse keren kwam het tot gewapende strijd als een vorstendom zijn macht en invloed wilde vergroten ten koste van het andere. Na de val van het vorstendom Mengwi in 1891 brak oorlog uit tussen de vorstendommen Karangasem en Klungkung. Op dat moment regeerde over Karangasem een regent van de vorst van Lombok. Dit was een beloning voor de vorst van Lombok, die bij de Derde expeditie naar Bali in 1849 het Nederlands-Indisch gouvernement had bijgestaan met troepen. Karangasem werd bestuurd door een prins uit Lombok, Gusti Gde Putu, die regent was en zijn halfbroer Gusti Gde Djelantik als feitelijk operationeel bestuurder.
Karangasem werd door Lombok tot de oorlog tegen Klungkung aangezet en werd daarbij vanuit Lombok geholpen met troepenleveranties. De vorst van Lombok, radja Ratu Agung Agung Gde Ngurah Karangasem, die sinds 1872 aan de macht was zond vijfhonderd man troepen uit de Sasak-bevolking naar Karangasem om bijstand te leveren. Djelantik stond aan het hoofd van de Karangasems-Lombokse troepen die tegen Klungkung een duidelijke nederlaag leden, vooral ten koste van de Sasak-eenheden. De gewonde Sasaks werden door Djelantik slecht behandeld, wat tot wrevel leidde. Deze kwestie, en andere vormen van wanbestuur jegens de Sasaks, leidden tot een Sasakopstand tegen de vorst van Lombok. Een leger van 1500 man onder leiding van Gusti Gde Djelantik trok in november 1891 richting Lombok om de Sasak-revolte te bestrijden.
Zowel de radja als de Sasak-rebellen richtten zich om hulp tot het Nederlands-Indisch gouvernement. De radja werd militaire bijstand geweigerd omdat Nederland al oorlog voerde in Atjeh en er niets voor voelde een tweede front veraf te openen. Ook herinnerden de Nederlanders de radja aan hun politiek van niet-interveniëren in lokale disputen.
Vanwege de onlusten op Lombok werd resident M.C. Dannenbargh met controleur J.H. Liefrinck (broer van F.A.) door de gouverneur-generaal Cornelis Pijnacker Hordijk in mei/juni 1892 naar Lombok gestuurd voor onderzoek. Ze konden aannemelijk maken dat de Sasaks, die moslims waren, te lijden hadden van willekeur en exploitatie van de kant van de vorst, waartegen het gouvernement hoorde in te grijpen. Ook werd de vorst ervan beschuldigd dat hij de belangen van de Nederlands-Indische regering onvoldoende behartigde en in strijd met het verdrag van 1843 om geen alliantie met buitenlandse mogendheden aan te gaan handelde. Nadat gebleken was dat het gouvernement hem niet wilde steunen bij de Sasak-opstand, had hij getracht in Singapore wapens te kopen en interventie van de Britten te vragen.
De vorst bleef alle beschuldigingen van de hand wijzen, maar gaf volgens Dannenbargh en Liefrinck geen bevredigende antwoorden. De gouverneur-generaal zag echter geen noodzaak om tot actie over te gaan en probeerde met politieke middelen de situatie te beheersen. In juni 1893 kondigde Dannenbargh bij het vorstenhuis aan, dat ze opnieuw een brief konden verwachten van de gouverneur-generaal. Deze werd een maand later door Liefrinck naar Lombok gebracht, die op zijn schip in de haven moest wachten omdat het de vorst en zijn kroonprins niet schikte hem te ontvangen. Daarbij constateerde hij dat een afgevaardigde, die vanuit Singapore arriveerde, wel in de gelegenheid werd gesteld zijn schip te verlaten. Pas in maart 1894 gaven de vorsten aan, de brief te willen ontvangen. De Nederlandse Minister van Koloniën noemde deze handelwijze onacceptabel. Inmiddels was de conservatieve Aart van der Wijck gouverneur-generaal van Nederlands-Indië geworden, wat een beleidswijziging inhield. Door hem en andere haviken in Batavia werd de vorst van Lombok voorgesteld als iemand met veel macht die een bedreiging voor de Nederlandse invloed kon worden. De Raad van Indië, adviesorgaan van het gouvernement, was bevreesd voor een toename van zijn invloed op Bali. De berichten van Liefrinck over onderdrukking van de Sasaks ondersteunden dit en boden een humanitair argument om in te grijpen. Bovendien ontvingen ze in februari 1894 een nieuwe brief van de Sasak-leiders waarin ze meldden hongersnood te hebben, wat Liefrinck bevestigde.
Uit het verslag van de Minister van Koloniën in de Tweede Kamer, dd. 28 juni 1894, blijkt dat het te hulp komen van de Sasakbevolking reden is geworden om tot actie over te gaan, naast het handelen in strijd met het verdrag van 1843 door het Balinese vorstenhuis.

## Militair ingrijpen

### Eerste Lombok-Expeditie (13 juni - 26 augustus 1894)
In juni 1894, toen door ontwikkelingen in de Atjehoorlog weer troepen beschikbaar waren, stelde de gouverneur-generaal met resident Dannenbargh een brief met ultimatum op voor de vorst van Lombok. De belangrijkste eisen waren: 
- Een eind aan de onderdrukking van de Sasaks;
- De oude vorst moest aftreden en zijn zoon Anak Agung Made zou worden verbannen (deze zoon had wegens de hoge leeftijd van zijn vader de feitelijke leiding over Lombok, hij werd door de Nederlanders beschouwd als aanstichter van de onvrede);[9][10]
- Een andere zoon, de passieve Anak Agung Ketut, zou op de troon komen (in hem zagen ze een ideale marionet);
- De vorst, die zeer rijk was, moest de kosten van een eventueel benodigde militaire expeditie betalen.[11]

De vorst weigerde hieraan te voldoen waarop de Lombok-Expeditie werd samengesteld. De troepenmacht bestond uit 108 officieren en 2270 minderen (1322 Europeanen en 948 inlanders), aangevuld met 1782 dwangarbeiders, 386 paarden en 37 muilezels. Het commando was in handen van generaal-majoor van de infanterie J.A. Vetter. Als onderbevelhebber werd aangesteld generaal-majoor van de infanterie P.P.H. van Ham. Het invasieleger bestond uit drie bataljons infanterie, een half eskadron cavalerie en een detachement genie. De artillerie was aanwezig met tien kanonnen en zes mortieren. De Koninklijke Nederlandse Marine leverde negen schepen, onder meer de fregatten Tromp en Koningin Emma der Nederlanden, alsook het pantserschip Prins Hendrik der Nederlanden, een korvet en twee kruisers. Voor het troepentransport werden elf KPM-schepen en een veevlot gehuurd. Journalisten werden geweerd.
Op 6 juli 1894 landden de troepen na nog een verlopen ultimatum, zonder tegenstand te ondervinden. Op 9 juli volgde een ontmoeting met Gusti Gde Djelantik, de operationeel bestuurder over Karangasem-Bali en een neef van de vorst van Lombok. Hij gaf zich over aan Vetter en bood zijn diensten als bemiddelaar/onderhandelaar aan. Op 10 juli bracht hij het bericht dat zijn oom akkoord ging met vrijwel alle eisen maar liever niet zijn zoon Made uitleverde. Het gevolg kon volgens hem zijn dat de (radicalere) volgelingen van Made zich gingen roeren. Op 11 juli bereikten de troepen de puri (paleis) van Tjakranegara waar Made bleek te zijn gedood of zelfmoord had gepleegd. De exacte toedracht is nooit duidelijk geworden, maar dat Made van het toneel moest verdwijnen was een van de Nederlandse eisen. Hij werd gezien als het brein achter de problemen op Lombok.

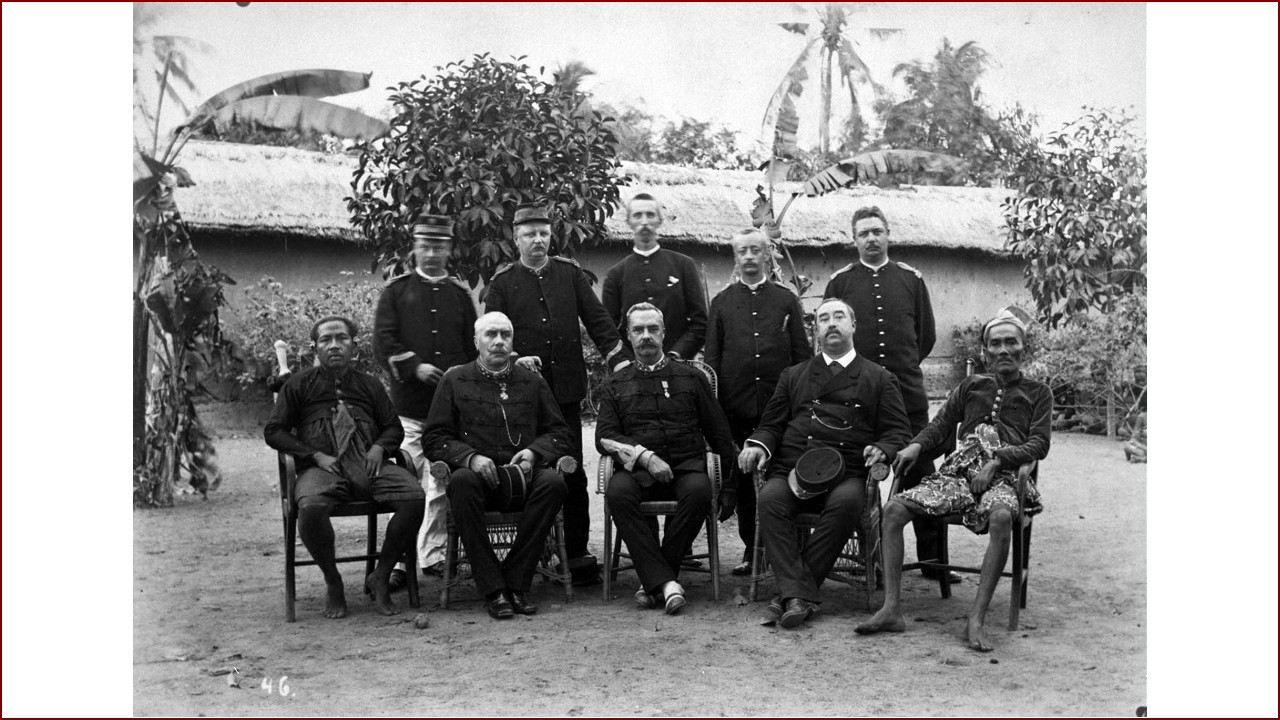
Foto is gemaakt tijdens de onderhandelingen van 10-20 augustus 1894. Zittend van links naar rechts: Anak Agung Ketut, de generaal-majoors P.P.H. van Ham en J.A. Vetter, de resident van Bali en Lombok M.C. Dannenbargh en Gusti Gde Djelantik

De troepen sloegen hun bivak op nabij de Hindoe-enclaves. De vorst werd opgevolgd door zijn kroonprins Anak Agung Ketut, die akkoord ging met alles waarover met hem werd onderhandeld. Op verzoek van de Sasaks wilde het gouvernement vertegenwoordigers in Lombok stationeren om op hun belangen te letten, teneinde hen bereid te krijgen zich weer onder gezag van het Balinese vorstenhuis te voegen. Gusti Djelantik was tussenpersoon tussen de generaals en Liefrinck en anderzijds de plaatselijke machthebbers. De besprekingen die plaatsvonden van 10 tot 20 augustus leken probleemloos te verlopen. De Nederlandse onderhandelaars verlangden dat de radja de kosten voor het Nederlands-Indische expeditieleger zou betalen. De kosten werden bepaald op één miljoen gulden, te betalen in goud- en zilvergeld. De onderhandelingen verliepen echter in het Maleis. Pas na vertaling in het Balinees realiseerden Ketut en de zijnen zich dat ze hun onafhankelijkheid en de macht over de Sasaks zouden verliezen. De gangbare opvatting is dat enkele Balinese hooggeplaatsten, waarschijnlijk zonder medeweten van de radja, een verzetsactie begonnen te regelen.
De radja had op 24 augustus al 2000 goudstukken en 269.000 zilveren munten aan oorlogsschatting betaald, toen in de late avond van 25 augustus een verrassingsaanval plaatsvond op het bivak van de Nederlands-Indische troepen in Tjakranegara. Dit duurde de hele nacht en volgende dag. In de loop van de middag trok het Nederlands-Indisch contingent zich terug richting Mataram, ongeveer een kilometer verderop, waar het bivak ook bleek aangevallen. Op 27 augustus slaagden alle troepen erin de haven van Aparam te bereiken, onderweg verliezen lijdend door Balinese aanvallen. Deze drie dagen telde het Nederlands-Indisch leger 98 doden (waaronder generaal-majoor Van Ham) en 272 gewonden. Deze gebeurtenis werd in Nederlands-Indië en Nederland meteen aangeduid als "Het verraad van Lombok". Met gebruik van deze term werd de eigen verantwoordelijkheid (slechte beveiliging en slechte locaties van de bivaks) ontkend.

### Tweede Lombok-Expeditie (2 september - 24 december 1894)
Batavia reageerde met het zenden van versterking, ten minste 1000 man met naar verhouding meer Europeanen dan eerst. Daaraan toegevoegd ruim 650 dwangarbeiders als dragers en ondersteuning.  

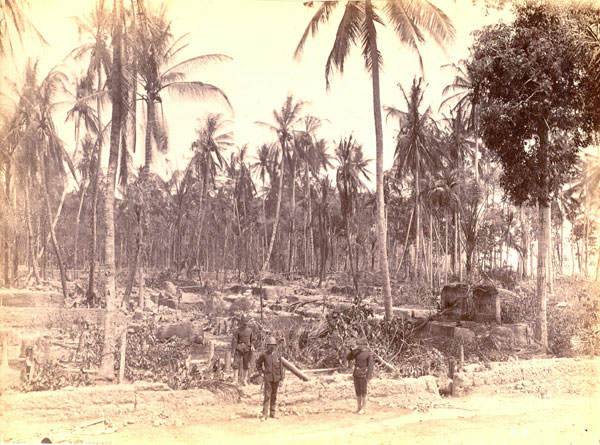
Soldaten van het Nederlands Oost-Indisch leger bij de verwoeste kampong Pagesangan, 1894

Bij de hernieuwde aanval op Lombok ging men behoedzaam te werk en werd dorp na dorp verwoest en veroverd. Op 29 september 1894 werd Mataram bereikt en in de daaropvolgende weken met de grond gelijkgemaakt. Bij de puri (paleis) van de jonge vorst Ketut gingen hij en zijn familieleden en volgelingen bij het naderen van de Nederlands-Indische troepen over tot de puputan. Bij deze Hindoeïstische vorm van rituele collectieve zelfmoord kiest men ervoor om zichzelf en elkaar met krissen te doden in plaats van zich over te geven wat als oneervol werd beschouwd; eveneens om aan te geven dat men onschuldig is.
Eind oktober klaagde Vetter dat hij over onvoldoende troepen beschikte om Tjakranegara aan te vallen en pleitte voor vredesonderhandelingen. Van der Wijck nam dat advies niet over en zond eigenhandig, zonder de Raad van Indië te raadplegen, een versterking van ongeveer 1200 militairen en 900 dwangarbeiders. Op 13 november verlieten de versterkingen de havens van Batavia en Semarang. De Nederlands-Indische krijgsmacht bestond nu uit ongeveer 8200 personen, onder wie zo'n 750 zeelieden en 2900 dwangarbeiders.
Ratu Agung Agung Gde Ngurah Karangasem, de oude, afgetreden radja van Lombok, stuurde een brief naar de Nederlanders, waarin hij smeekte om hem niet aan te vallen. In het schrijven ontkende hij betrokken te zijn geweest bij de aanval op de Nederlands-Indische bivaks. Hij trachtte zijn onschuld te bewijzen door er op te wijzen dat als hij de bivaks had willen aanvallen, er voor hem geen reden was geweest om vlak daarvoor een flink deel van de verlangde oorlogsschatting te betalen. Op last van Van der Wijck werd de smeekbede beantwoord met het afvuren van granaten.
In de vroege ochtend van 18 november werd de aanval op het paleis in Tjakranegara ingezet, een kilometer ten oosten van Mataram. Hier had de afgetreden radja zich verscholen. Voor het eerst maakte het Nederlands-Indische leger intensief gebruik van het gooien van handgranaten, wat zou uitgroeien tot een standaardgebruik. De strijd duurde dertien uur. De volgende ochtend ontdekten de Nederlanders dat de afgetreden radja gevlucht was en het paleis verlaten was. Hoeveel Balinezen bij deze acties omkwamen is niet bekend, aan Nederlandse kant vielen slechts 32 doden. 

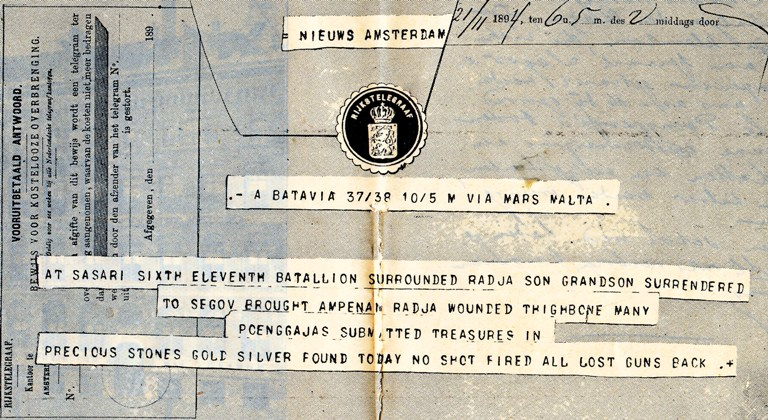
Telegram uit Lombok met bericht over de arrestatie van Ratu Agung Agung Gde Ngurah Karangasem en enkele familieleden te Sasari

De oude vorst was met zijn gevolg vanuit Tjakranegara naar het naburig dorp Sasari gevlucht waar hij een dag later werd achterhaald. Dezelfde dag gaf hij zich, samen met een zoon, een kleinzoon en twee andere familieleden over. De rest van de familie weigerde zich over te geven en ging twee dagen later over tot de puputan. Mannen, vrouwen en kinderen schreden het dorp uit en kristen zichzelf en elkaar, dan wel liepen in het geweervuur van de troepen. Een Nederlandse telling gaf 60 doden, onder wie vier dochters van de voormalige radja en twee kleindochters. Een groep was nog onder leiding van de troonpretendent, een neef van de voormalige radja, naar een ander dorp gevlucht waar de laatste aanval en puputan plaatsvond.

## Resultaat

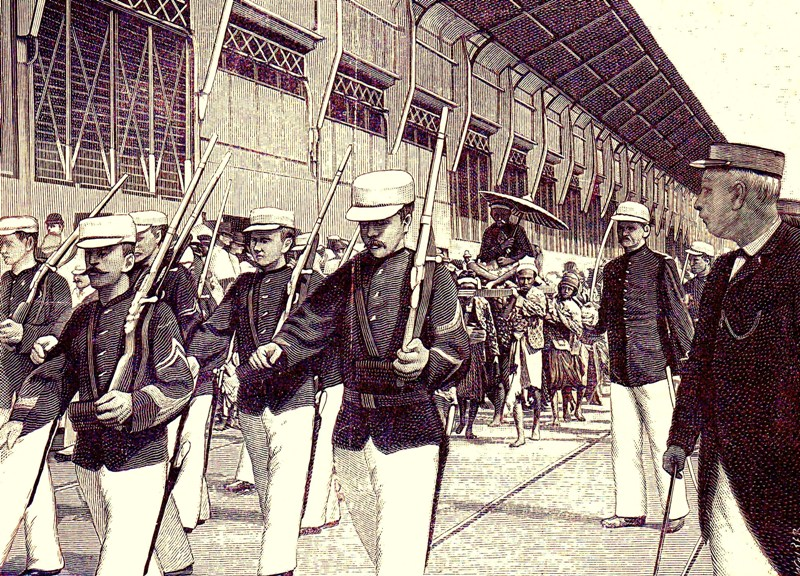
De Radja van Lombok wordt weggevoerd

De verliezen aan Nederlandse zijde bedroegen, wat betreft de landmacht, 172 doden en 715 gewonden. Na de strijd stierven nog eens 246 man aan uitputting. Van het aantal omgekomen of gewonde dwangarbeiders aan Nederlandse zijde zijn geen cijfers bekend.
Ratu Agung Agung Gde Ngurah Karangasem werd op 23 november 1894 in het geheim naar Batavia overgebracht, waar hij op 20 mei 1895 in ballingschap overleed.
Bestuurlijk werd Lombok onder een assistent-resident, onder direct gezag van het Nederlands-Indisch gouvernement geplaatst. Lombok werd verdeeld in drie gebieden: West, Midden en Oost, elk onder het bestuur van een Nederlandse controleur. Er werden 24 districten gevormd, twaalf met een Sasak als districtshoofd en twaalf met een Balinees.
Bij koninklijk besluit van 13 april 1895 kregen alle militairen die tussen 26 juni en 24 december 1894 meegedaan hadden aan de Lombok-Expeditie het Lombokkruis uitgereikt, dat vervaardigd werd van op de Lombokkers veroverd bronzen geschut. Een tweehonderdtal manschappen kreeg daarnaast ook een andere militaire onderscheiding. Op 6 juli 1895 speldde koningin Wilhelmina tijdens een met veel publiciteit omgeven openbare bijeenkomst op het Haagse Malieveld een aantal militairen persoonlijk het Lombokkruis op.
Tot aan de verovering van Lombok was opium op Lombok verboden. De Nederlandse regering legaliseerde het gebruik en de invoer. Het werd voor de Nederlandse overheid de belangrijkste inkomstenbron afkomstig uit Lombok.

### Lombokschat

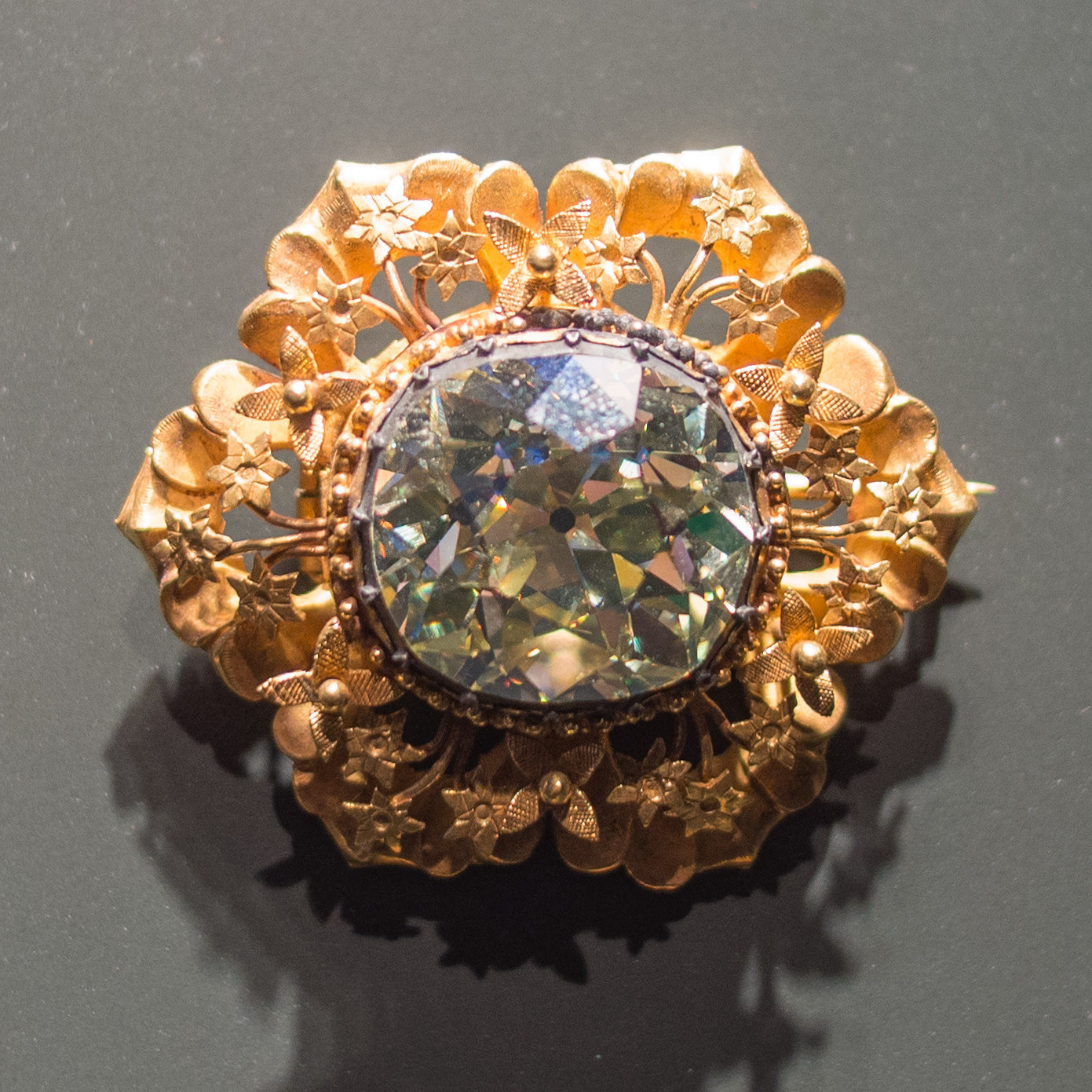
De Lombokdiamant, een 75 karaat diamant (21 × 19,3 mm) uit de Lombokschatten, Wereldmuseum Leiden

Voordat de puri's van Mataram en Tjakra werden vernield, kregen de troepen gelegenheid tot plunderen. De officieren stelden intussen de schatten veilig die in de schatkamers bleken opgeslagen. De waarde van het goud, de zilveren munten en andere kostbaarheden betekenden dat deze opbrengsten een groot deel van de kosten van de expeditie dekten. Namens de Nederlandse overheid werd voornamelijk van Ratu Agung Agung Ngurah Gde Karangasem, maar ook van zijn overleden familieleden en vermoorde volgelingen, in totaal 200 kilo goudgeld, 7199 kilo zilvergeld en ruim duizend siervoorwerpen gestolen. Pronkstuk is een 75 karaat diamant, een van de grootste ter wereld en verwerkt in een gouden ring. Vrijwel alle munten werden omgesmolten en verkocht ten behoeve van de Nederlandse schatkist. Iets meer dan 240 voorwerpen, voornamelijk siervoorwerpen en enkele zwaar beschadigde munten, werden op 1 juli 1977 aan Indonesië gegeven. Een deel is nog in bezit van het Wereldmuseum in Leiden, waaronder de Lombokdiamant.
Omdat de haven van Lombok vooraf, tijdens en na de expeditie enige tijd werd afgesloten voor buitenlandse schepen, werd door de Nederlands-Indische overheid aan de Nederlandse Koninklijke Paketvaart Maatschappij de gelegenheid gegeven het zeetransport tussen Bali, Lombok en Singapore in handen te krijgen en vanaf het begin te monopoliseren. De inkomsten voor de KPM, evenals de koers van de aandelen, schoten omhoog. Nog lange tijd zou binnen de onderneming een uitzonderlijk goed jaar 'een Lombokjaar' genoemd worden. Van der Wijck was overigens tot aan zijn benoeming tot gouverneur-generaal enkele jaren commissaris geweest van de KPM.
De militaire afloop op Lombok had ook een verschuiving op Bali tot gevolg. Karangasem behoorde nu niet meer tot de Lombokdynastie. Gusti Gde Djelantik, die namens de vorst van Lombok dit gebied bestuurde, was vóór de inname van Mataram weer teruggekeerd naar Bali. Omdat er over zijn bemoeienis met het conflict in Lombok geen eenduidige berichten waren aarzelde men wat met hem te doen. Uiteindelijk benoemde het gouvernement hem om als stedehouder namens het gouvernement dit gebied te besturen zodat hij met minder bevoegdheden in zijn oude rol terugkeerde.

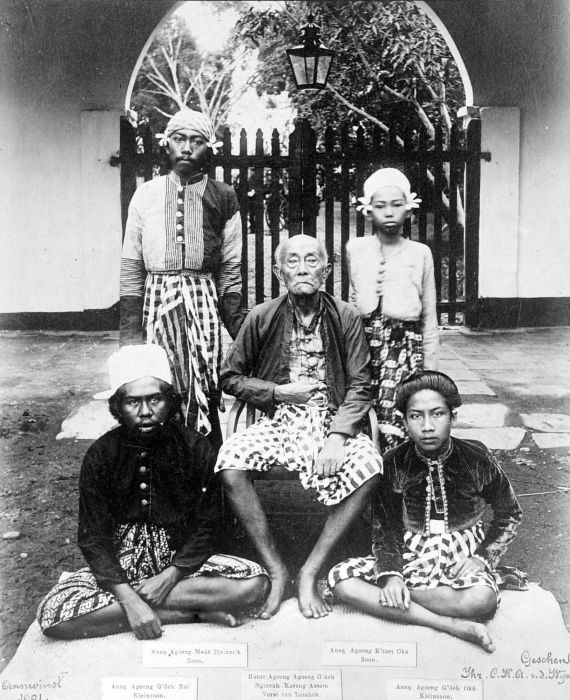
Ratu Agung Agung Gde Ngurah Karangasem, voormalig vorst van Lombok met twee zonen en twee kleinkinderen in ballingschap te Batavia, oorspronkelijk uit collectie gouverneur-generaal Van der Wijck
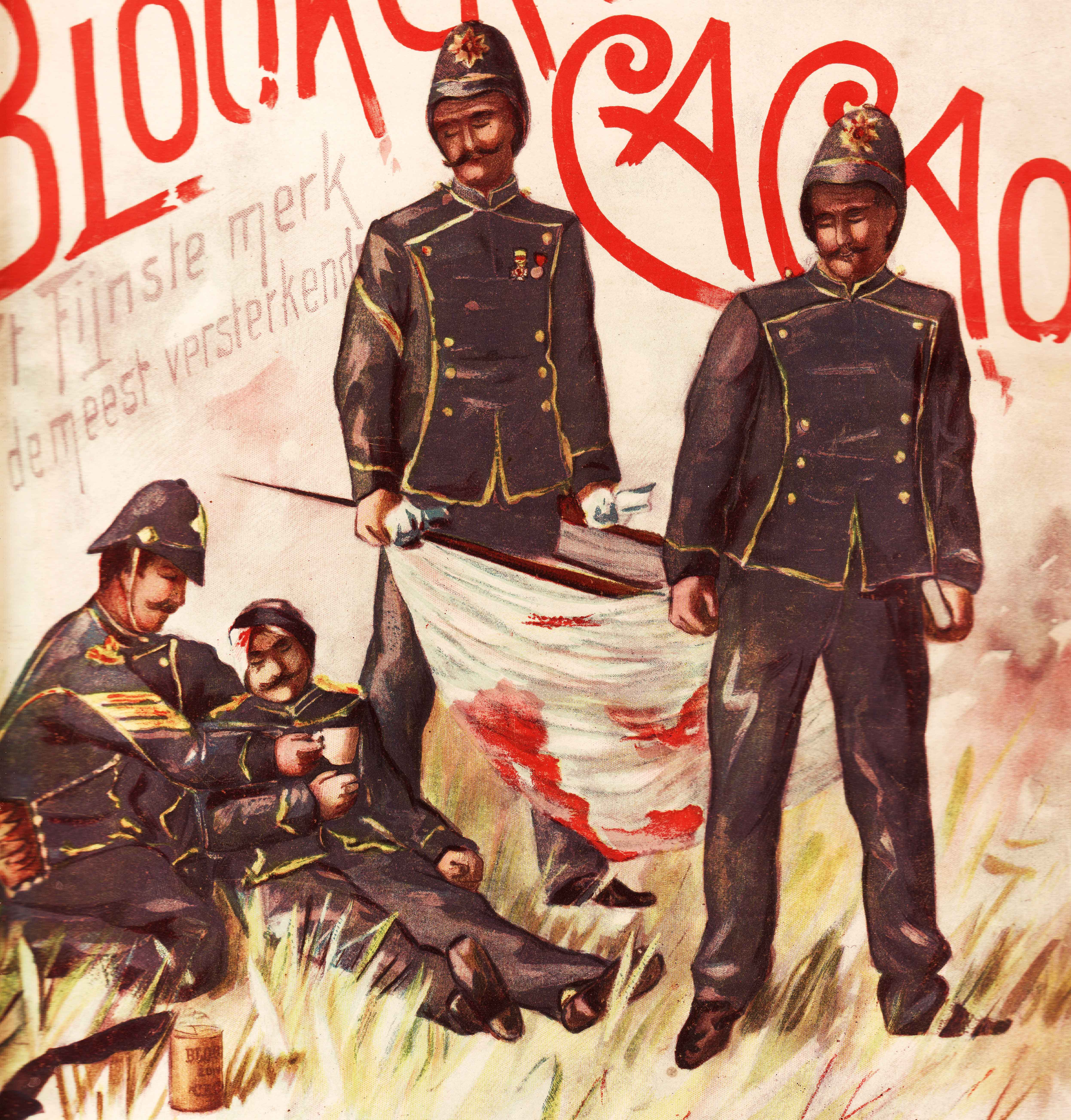
Lombok-oorlog op reclameposter
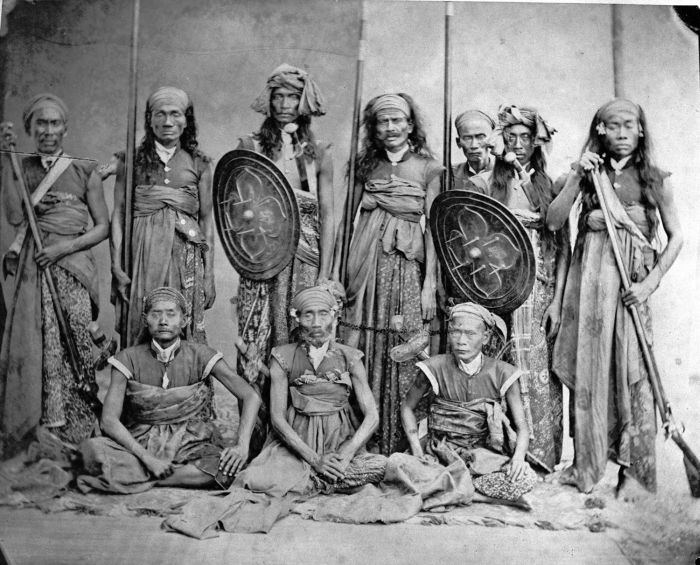
Districtshoofden van Lombok, 1870-1890